# طريق الأمل (فلم)
طريق الأمل (بالإنجليزية: Tareeq al-Amal) هو فيلم دراما تم إنتاجه في مصر وصدر في سنة 1957. الفيلم من إخراج عز الدين ذو الفقار.

## بطولة
- فاتن حمامة
- رشدي أباظة
- شكري سرحان
- زهرة العلا
- أحمد مظهر
- ميمي شكيب

## روابط خارجية
- مقالات تستعمل روابط فنية بلا صلة مع ويكي بيانات